# FBI (série de televisão)
FBI é uma série de televisão norte-americana criada por Dick Wolf e Craig Turk. É exibida pela CBS desde 25 de setembro de 2018. Em 11 de outubro de 2018, foi anunciado que a série havia recebido um pedido de temporada completa da CBS.
Em janeiro de 2019, a série foi renovada para uma segunda temporada, que estreou em 24 de setembro de 2019. Em maio de 2020, a CBS renovou a série para uma terceira temporada. A terceira temporada estreou em 17 de novembro de 2020. Em março de 2021, foi renovada para uma quarta temporada, que estreou em 21 de setembro de 2021. A quinta temporada estreou em 20 de setembro de 2023. A sexta temporada estreou em 13 de fevereiro de 2024. Em abril de 2024, a série foi renovada para sua sétima, oitava e nona temporadas. 
A primeira temporada foi exibida pela TV Globo de 18 de outubro de 2020 até 16 de julho de 2021, dentro da Sessão Globoplay e também é exibida pelo UniversalTV no Brasil. Em Portugal, a série é exibida no canal Star Channel (Portugal).

## Premissa
A série segue as vidas dos agentes especiais da Divisão Criminal do escritório do FBI em Nova Iorque. Esta unidade de elite utiliza todas as qualidades dos agentes, intelectuais e técnicas, nos casos mais importantes, a fim de manter Nova Iorque, e o país, seguros.
Nascida numa família de agentes da autoridade, a Agente Especial Maggie Bell dedica-se a 100% aos seus colegas e aos que protege. O seu parceiro, o Agente Especial Omar Adom "O.A." Zidan, originário de Queens, trabalhou dois anos como agente infiltrado na DEA antes de ser escolhido para se juntar ao FBI. A sua chefe é a Agente Especial Responsável Dana Mosier, sempre debaixo de intensa pressão e com uma autoridade inegável. O Agente Especial Responsável Assistente Jubal Valentine gere a equipa a partir do centro de comando operacional e é o ponto de contacto entre o Agente Especial Responsável e os restantes membros da equipa. Kristen Chazal é o membro mais valioso da equipa, uma analista brilhante recrutada assim que acabou a faculdade, que consegue juntar as peças do puzzle para solucionar os casos antes de qualquer outro agente.
Estes agentes de primeira classe investigam casos que incluem terrorismo, crime-organizado e contra-espionagem.
No início da segunda temporada, Stuart Scola, antigo membro do distrito financeiro, junta-se à equipa e torna-se parceiro de Kristen, que começa a trabalhar no terreno. Isobel Castille substitui Dana Mosier como supervisora da equipa quando esta se reforma.
No início da terceira temporada, Kristen pede transferência para Dallas, Texas, e é substituída por Tiffany Wallace, ex-membro do Departamento da Polícia de Nova Iorque e ex-membro da Divisão de Crimes de Colarinho Branco do FBI.

## Main
| Name                 | Portrayed by         | Position                                  | Seasons         | Seasons         | Seasons         | Seasons         | Seasons         | Seasons         | Seasons         |
| Name                 | Portrayed by         | Position                                  | 1               | 2               | 3               | 4               | 5               | 6               | 7               |
| -------------------- | -------------------- | ----------------------------------------- | --------------- | --------------- | --------------- | --------------- | --------------- | --------------- | --------------- |
| Maggie Bell          | Missy Peregrym       | Special Agent (SA)                        | Principal       | Principal       | Principal       | Principal       | Principal       | Principal       | Principal       |
| Omar Adom "OA" Zidan | Zeeko Zaki           | Special Agent (SA)                        | Principal       | Principal       | Principal       | Principal       | Principal       | Principal       | Principal       |
| Jubal Valentine      | Jeremy Sisto         | Assistant Special Agent in Charge (ASAIC) | Principal       | Principal       | Principal       | Principal       | Principal       | Principal       | Principal       |
| Kristen Chazal       | Ebonée Noell         | Special Agent (SA) (formerly Analyst)     | Principal       | Principal       | Does not appear | Does not appear | Does not appear | Does not appear | Does not appear |
| Dana Mosier          | Sela Ward            | Special Agent in Charge (SAIC)            | Principal       | Does not appear | Does not appear | Does not appear | Does not appear | Does not appear | Does not appear |
| Isobel Castille      | Alana de la Garza    | Special Agent in Charge (SAIC)            | Participação    | Principal       | Principal       | Principal       | Principal       | Principal       | Principal       |
| Stuart Scola         | John Boyd            | Special Agent (SA)                        | Does not appear | Principal       | Principal       | Principal       | Principal       | Principal       | Principal       |
| Tiffany Wallace      | Katherine Renee Kane | Special Agent (SA)                        | Does not appear | Does not appear | Principal       | Principal       | Principal       | Principal       | Participação    |
| Syd Ortiz            | Lisette Olivera      | Special Agent (SA)                        | Does not appear | Does not appear | Does not appear | Does not appear | Does not appear | Does not appear | Principal       |

1. ↑  Recurring in episodes 1–4 of season 2, main from episode 5 onwards

- Missy Peregrym como Agente Especial do FBI Maggie Bell, responsável pela equipa no terreno.[11]
- Zeeko Zaki como Agente Especial do FBI Omar Adom "OA" Zidan, parceiro de Maggie, formado em West Point, antigo Ranger do Exército.[12]
- Jeremy Sisto como Agente Especial Responsável Assistente Jubal Valentine, responsável pelo centro de comando operacional.[13]
- Ebonée Noel como Agente Especial do FBI Kristen Chazal (temporadas 1–2), analista.[14]
- Sela Ward como Agente Especial Responsável Dana Mosier (temporada 1), substituta de Solberg e supervisora da equipa.[15]
- Alana de la Garza como Agente Especial Responsável Isobel Castille (temporada 2 – presente; convidada na temporada 1), substituta de Mosier e supervisora da equipa.[16]
- John Boyd como Agente Especial do FBI Stuart Scola (temporada 2 – presente), parceiro de Kristen e, mais tarde, Tiffany. Ele era corretor na bolsa antes de se juntar ao FBI.[17]
- Katherine Renee Kane como Agente Especial do FBI Tiffany Wallace (temporada 3 – presente), ex-membro do Departamento da Polícia de Nova Iorque e ex-membro da Divisão de Crimes de Colarinho Branco do FBI, substituta de Kristen.[18]

### Elenco recorrente e convidados
- Connie Nielsen como Ellen Solberg (episódio 1).
- Derek Hedlund como Agente Especial JT (temporadas 1–2), um Agente Especial do FBI que trabalhou com Maggie e OA.
- James Chen como Ian Lim, Técnico Analista do FBI.
- Thomas Phillip O'Neil como Dr. Neil Mosbach, Médica Legista do FBI.
- Carmen Lamar Gonzalez como Carla Flores, Agente Especial do FBI especialista em desarmamento de bombas.
- Rodney Richardson como Ray Stapleton (temporada 1), Técnico Forense do FBI.
- Nina Lisandrello como Eve Nettles (temporada 1), Técnica Forense do FBI.
- Taylor Anthony Miller como Kelly Moran (temporada 2–presente), Analista do FBI.
- Roshawn Franklin como Trevor Hobbs (temporadas 2–6), Agente Especial do FBI e analista.
- Vedette Lim como Elise Taylor (temporada 2–presente), analista do FBI.
- Catherine Haena Kim como Emily Ryder (temporada 2), Agente Especial do FBI que substitui temporariamente Kristen quando ela se magoa no cumprimento do dever.
- Josh Segarra como Nestor Vertiz (temporada 3), Agente Especial Supervisor do FBI que trabalhou infiltrado numa operação com Maggie e seu namorado antes de acabarem a relação na terceira temporada, episódio "Uncovered". É também responsável pela Divisão de Gangues.
- David Zayas como Antonio Vargas (temporadas 3–4), notório traficante de drogas e líder do cartel Durango.
- Kathleen Munroe como Rina Trenholm (temporadas 3–4), Diretora Assistente do FBI, responsável pelo escritório de Nova Iorque. Depois do eventos do último episódio da temporada 3, intitulado "Straight Flush", torna-se na nova Diretora Assistente do FBI e começa uma relação com Jubal Valentine. Ela é alvejada e ferida durante o episódio da temporada 4 intitulado "Unfinished Business" e, embora sobreviva, sofre uma hemorragia no cérebro durante a cirurgia. É revelado que o ataque foi ordenado pelo traficante de drogas Antonio Vargas, que procura vingança contra o FBI depois da morte da mulher e filho mais novo. Rina morre fora do ecrã, um dia antes do episódio da temporada 4 intitulado "Grief", porque os seus pais decidem desligar o suporte de vida, o que deixa Jubal devastado com a sua morte.
- Piter Marek como Rashid Bashir (temporada 4), Agente Especial Responsável do FBI da Divisão de Contra-Terrorismo.
- Shantel VanSanten como Agente Especial do FBI Nina Chase (temporadas 4–5), que substitui Maggie temporariamente, depois de esta ter sido exposta a gás sarin. Ela também trabalha como infiltrada e na temporada 5 descobre estar grávida de Scola. Depois de terminar a licença de maternidade, Nina transfere para a equipa de FBI: Most Wanted.[19]
- Mara Davi como Samantha Kelton (temporadas 1–5), ex-mulher de Jubal Valentine.

### Convidados Especiais
- Connie Nielsen como Agente Especial Responsável do FBI Ellen Solberg (episódio "Pilot"), a supervisora inicial da equipa.[20]
- Billy Burke como Agente Especial Supervisor do FBI Rowan Quinn, e instrutor de agentes infiltrados que treinou OA. Ele também treinou Maggie durante a sua estadia em Quantico.
- R. Ward Duffy como Vice Diretor do FBI John Van Leer.

### Convidados de Episódios Crossover
- Julian McMahon como Agente Especial Supervisor do FBI Jess LaCroix, líder da equipa de fugitivos (FBI: Most Wanted). Trabalhou com o Agente Especial Responsável Assistente Jubal Valentine.
- Kellan Lutz como Agente Especial do FBI Kenny Crosby, membro da equipa de Jess LaCroix (FBI: Most Wanted).
- Roxy Sternberg como Agente Especial do FBI Sheryll Barnes, membro da equipa de Jess LaCroix (FBI: Most Wanted).
- Keisha Castle-Hughes como Agente Especial do FBI Hana Gibson, analista e membro da equipa de Jess LaCroix (FBI: Most Wanted).
- Nathaniel Arcand como Agente Especial do FBI Clinton Skye (season 1), membro da equipa de Jess LaCroix (FBI: Most Wanted), cunhado de Jess LaCroix e tio de Tali.
- YaYa Gosselin como Tali Skye LaCroix, filha de Jess LaCroix e sobrinha de Clinton (FBI: Most Wanted).
- Tracy Spiridakos como Detective Hailey Upton (temporada 2), membro da Unidade de Inteligência do Departamento da Polícia de Chicago (Chicago P.D.) que se junta à equipa do FBI de Nova Iorque por causa de um programa de intercâmbio entre agências. É parceira de OA enquanto Maggie trabalha como infiltrada, escrito para coincidir com a licença de maternidade de Missy Peregrym, na temporada 2.
- Luke Kleintank como Agente Especial Supervisor do FBI Scott Forrester, responsável pela equipa de FBI: International.
- Heida Reed como Agente Especial do FBI Jamie Kellet, membro da equipa de Scott Forrester (FBI: International).
- Carter Redwood como Agente Especial do FBI Andre Raines, membro da equipa de Scott Forrester (FBI: International).
- Vinessa Vidotto como Agente Especial do FBI Cameron Vo, membro da equipa de Scott Forrester (FBI: International).
- Dylan McDermott como Agente Especial do FBI Remy Scott, líder da equipa de fugitivos (FBI: Most Wanted) depois da morte de Jess LaCroix (FBI: Most Wanted).

## Series overview
| Temporada | Temporada | Episódios | Episódios | Originalmente exibido   | Originalmente exibido |
| Temporada | Temporada | Episódios | Episódios | Estreia da temporada    | Final da temporada    |
| --------- | --------- | --------- | --------- | ----------------------- | --------------------- |
|           | 1         | 22        | 22        | 25 de setembro de 2018  | 14 de maio de 2019    |
|           | 2         | 19        | 19        | 24 de setembro de 2019  | 31 de março de 2020   |
|           | 3         | 15        | 15        | 17 de novembro de 2020  | 25 de maio de 2021    |
|           | 4         | 21        | 21        | 21 de setembro de 2021  | 17 de maio de 2022    |
|           | 5         | 23        | 23        | 20 de setembro de 2022  | 23 de maio de 2023    |
|           | 6         | 13        | 13        | 13 de fevereiro de 2024 | 21 de maio de 2024    |
|           | 7         | 22        | 22        | 15 de outubro de 2024   | 20 de maio de 2025    |
|           | 8         | ASA       | ASA       | 2025                    | ( )                   |

## Produção

### Desenvolvimento
As origens da série remontam ao verão de 2016 onde, durante uma turné de imprensa da Television Critics Association, Wolf anunciou planos para a criação de uma série em Nova Iorque com foco no mundo do FBI. O plano original de Wolf era apresentá-la na rede do canal de televisão NBC como um spin-off do seu outro drama policial de Nova Iorque, Law & Order: Special Victims Unit, onde se pretendia apresentar uma personagem Agente do FBI, mas a NBC acabou por não aceitar e a ideia foi posteriormente adiada por diversos motivos. É a primeira série dramática de Wolf a ser lançada num canal de televisão que não é a NBC em 15 anos. A CBS adquiriu oficialmente a série a 20 de setembro de 2017. A série é produzida pela CBS Television Studios e pela Universal Television.
A 25 de janeiro de 2019, durante a turné de imprensa da TCA, FBI foi renovada para uma segunda temporada, que estreou a 24 de setembro de 2019. A 7 de maio de 2019 foi anunciado que Milena Govich iria ser a nova co-produtora executiva e diretora.
A 12 de março de 2020, a Universal Television suspendeu a produção dos últimos três episódios da segunda temporada devido à pandemia de COVID-19. A 6 de maio de 2020, a CBS anunciou a renovação para a terceira temporada que estreou a 17 de novembro de 2020. A 24 de março de 2021 a CBS anunciou que a série tinha sido renovada para a temporada quatro, que estreou a 21 de setembro de 2021.
A 9 de maio de 2022, a CBS renovou a série para as temporadas cinco e seis. A quinta temporada estreou a 20 de setembro de 2022. A sexta temporada estreou a 13 de fevereiro de 2024.

### Transmissão
Em 2024, episódios antigos de FBI puderam ser vistos na Ion Television. 
Nos Estados Unidos, todos os episódios estão disponíveis no serviço de streaming Paramount+.
A série pode ser vista às terças-feira no Canadá, no canal Global.
A série pode ser vista às quintas-feira, às 21 horas, no Reino Unido, no canal Sky Witness.
A série pode ser vista às quintas-feira, às 21:45, no Sudeste Asiático, no canal AXN Asia.
Em Portugal, a série é exibida no canal Star Channel (Portugal).
No Brasil, a série está disponível no catálogo da GloboPlay e também é exibida pela UniversalTV.

### Casting
A 1 de março de 2018, Zeeko Zaki anunciado como o escolhido para interpretar Omar Adom. Uma semana depois foi anunciado que Jeremy Sisto interpretaria Jubal Valentine, e Ebonée Noel, Kristin Chazal. Antes do final do mês, Missy Peregrym juntou-se ao elenco como Maggie Bell. A Agente Especial Responsável do FBI no primeiro episódio ("Pilot") foi Ellen Solberg, interpretada por Connie Nielsen. A 16 de maio de 2018 foi anunciado que Nielsen tinha deixado a série por motivos não revelados. 
A 13 de julho de 2018, Sela Ward foi escolhida para se juntar ao elenco no segundo episódio como Dana Mosier, que desempenha um papel semelhante ao de Connie Nielsen, que estava no primeiro episódio. Durante o final da temporada, foi anunciado que Ward deixaria a série após a primeira temporada. A 9 de julho de 2019, Alana de la Garza - que interpretou Isobel Castille como convidada na primeira temporada - foi promovida para o elenco principal na segunda temporada; ela também aparece na série spin-off FBI: Most Wanted. 
A 6 de agosto de 2019, John Boyd foi anunciado como Agente Especial Stuart Scola, o novo parceiro de Kristin na terreno, um papel recorrente com opção de ser promovido a regular. Boyd foi promovido a regular a 7 de outubro de 2019. A 28 de agosto de 2020, Katherine Renee Turner foi anunciada como personagem regular da série para a terceira temporada. A 20 de abril de 2022, foi anunciado que Shantel VanSanten retornaria como Agente Especial Nina Chase num papel recorrente, enquanto Peregrym estivesse em licença de maternidade.

## Receção

### Críticas
No site de avaliações Rotten Tomatoes, a primeira temporada tem um índice de aprovação de 63% com base em 24 avaliações, com uma classificação média de 6,22 em 10. O consenso crítico do site diz: "A nova série de Dick Wolf apresenta um elenco atraente e um espetáculo de adrenalina, embora alguns espectadores possam achar esta fórmula do megaprodutor excessivamente familiar."
O website Metacritic, que usa uma média das avaliações, atribuiu uma pontuação de 57 em 100 com base em 13 avaliações, indicando "avaliações mistas ou médias".

## Ratings
| Temporada | Temporada | Ep. 1 | Ep. 2 | Ep. 3 | Ep. 4 | Ep. 5 | Ep. 6 | Ep. 7 | Ep. 8 | Ep. 9 | Ep. 10 | Ep. 11 | Ep. 12 | Ep. 13 | Ep. 14 | Ep. 15 | Ep. 16 | Ep. 17 | Ep. 18 | Ep. 19 | Ep. 20 | Ep. 21 | Ep. 22 | Ep. 23 |
| --------- | --------- | ----- | ----- | ----- | ----- | ----- | ----- | ----- | ----- | ----- | ------ | ------ | ------ | ------ | ------ | ------ | ------ | ------ | ------ | ------ | ------ | ------ | ------ | ------ |
|           | 1         | 10.09 | 9.37  | 9.17  | 9.31  | 8.82  | 9.41  | 9.19  | 8.91  | 9.72  | 9.04   | 9.33   | 7.40   | 9.45   | 9.06   | 9.45   | 8.95   | 9.13   | 9.08   | 8.76   | 8.86   | 8.76   | 8.56   | N/A    |
|           | 2         | 8.83  | 9.46  | 8.70  | 8.75  | 8.87  | 8.54  | 8.87  | 8.83  | 8.81  | 8.47   | 9.32   | 8.57   | 9.24   | 9.26   | 8.93   | 9.22   | 8.30   | 10.67  | 10.85  | N/A    | N/A    | N/A    | N/A    |
|           | 3         | 8.21  | 8.39  | 6.71  | 8.99  | 8.27  | 7.72  | 7.36  | 7.66  | 8.07  | 8.07   | 7.57   | 8.08   | 7.69   | 7.59   | 7.08   | N/A    | N/A    | N/A    | N/A    | N/A    | N/A    | N/A    | N/A    |
|           | 4         | 7.12  | 7.37  | 6.71  | 6.75  | 6.99  | 7.17  | 7.61  | 7.02  | 8.31  | 8.52   | 8.45   | 7.54   | 7.38   | 7.71   | 8.03   | 7.58   | 7.39   | 7.51   | 7.56   | 7.16   | 7.15   | N/A    | N/A    |
|           | 5         | 6.81  | 7.08  | 6.97  | 7.41  | 7.11  | 6.88  | 7.31  | 7.54  | 7.39  | 7.59   | 7.44   | 7.47   | 7.20   | 6.89   | 6.81   | 7.16   | 6.54   | 6.84   | 6.76   | 6.80   | 6.46   | 6.58   | 6.54   |
|           | 6         | 7.70  | 7.13  | 6.38  | 7.12  | 7.12  | 6.76  | 6.88  | 6.40  | 7.09  | 7.03   | 6.13   | 5.99   | 6.14   | N/A    | N/A    | N/A    | N/A    | N/A    | N/A    | N/A    | N/A    | N/A    | N/A    |
|           | 7         | 5.89  | 5.88  | 5.61  | 6.31  | 6.55  | 6.65  | 6.57  | 6.67  | 6.22  | 5.97   | 6.05   | 6.55   | 6.28   | 6.43   | 6.19   | 6.00   | 6.00   | 5.77   | 5.95   | 5.63   | 5.72   | 6.17   | N/A    |

## Spin-offs
A 29 de janeiro de 2019, foi anunciado que a CBS tinha encomendado um episódio piloto para uma possível série spin-off intitulada FBI: Most Wanted, com o episódio indo ao ar na última parte da primeira temporada de FBI. A série concentrar-se-ia na divisão do FBI encarregada de caçar e capturar os criminosos da lista dos Mais Procurados do FBI. De acordo com Dick Wolf, o spin-off está definido para lançar uma série de programas interconectados semelhantes às franquias Chicago e Law & Order de Wolf na NBC. Os atores escolhidos foram os seguintes: Julian McMahon, Alana de la Garza, Kellan Lutz, Roxy Sternberg, e Nathaniel Arcand, bem como Keisha Castle-Hughes. A 9 de maio de 2019, a CBS anunciou que FBI: Most Wanted tinha sido encomendado para série. A série, criada por Rene Balcer, estreou a 7 de janeiro de 2020. 
A 18 de fevereiro de 2021, foi anunciada que uma terceira série da franquia do FBI, com o título FBI: Internacional, estava em desenvolvimento. A 24 de março de 2021, a CBS anunciou que o spin-off tinha sido encomendado para série. A 8 de julho de 2021, foi anunciado que Luke Kleintank, Heida Reed e Vinessa Vidotto eram os atores escolhidos para o spin-off.

Em 2025, após os cancelamentos de FBI: International e FBI: Most Wanted pela CBS, foi anuciado um novo spin-off entitulado FBI:CIA.